# Himmel og Jord - Fire danske andagtsfilm
Himmel og Jord - Fire danske andagtsfilm er en dansk-svensk dokumentarfilm instrueret af Per Söderberg og Per Jensen.

## Handling
Denne artikel mangler et handlingsreferat. Hjælp os med at skrive det.